# Muraille de Fontarrabie
La muraille de Fontarrabie est la muraille qui entoure la vieille ville de la localité basque de Fontarrabie (Espagne). C'est la muraille la mieux conservée de Guipúzcoa.

## Description
Fontarrabie se trouve sur la rive gauche de la Bidassoa qui marque la frontière franco-espagnole. Par le passé, la ville était totalement fortifiée. C'était le poste de défense le plus important et le mieux équipé de la zone.
La muraille, construite en pierre (grès) du Jaizkibel, entoure toute la vieille ville. Elle a six fortifications et deux cubes extérieurs, bâtis également dans un but défensif. De plus, les murs nord, est et ouest (aujourd'hui remplacés par des jardins) étaient renforcés. À l'est, la Bidassoa constitue une barrière naturelle.

## Histoire
À l'époque des Rois Catholiques ont eu lieu les travaux les plus importantes pour fortifier le mur, bien que des modifications furent également approtées à l'époque de Carlos V d'Espagne. Celui-ci ordonna que la ville fût fortifiée immédiatement ce qui donna la construction de deux fortifications (nommées "de la Reine" et "Leiba") ainsi que le cube "de la Magdalena". Dans le reste de la zone, en revanche, a fait bâtir de forts murs. De 1574 à 1642, eût lieu la consolidation du mur. Dans le XIXe siècle , Fontarrabie ayant perdu de son importance stratégique, Irun et Saint-Sébastien se fortifièrent. Pendant la Guerre des Trente Ans, la muraille a résisté au siège de l'armée française de Louis XIII,. En 1794, pendant la Guerre du Roussillon, en France, l'armée s'empara de Fontarrabie et en démantela complètement la plupart des structures défensives, ce qui marque la fin de Fontarrabie comme ville fortifiée. Toutes les activités militaires ne s'y terminent pas pour autant: la muraille joua un rôle pendant la guerre carliste également. En 1854, les anciennes structures fortifiées furent définitivement démantelées.[réf. nécessaire]

## Portes
- Porte de Sainte María
- Porte de San Nicolás